# Nautisches Museum Litochoro

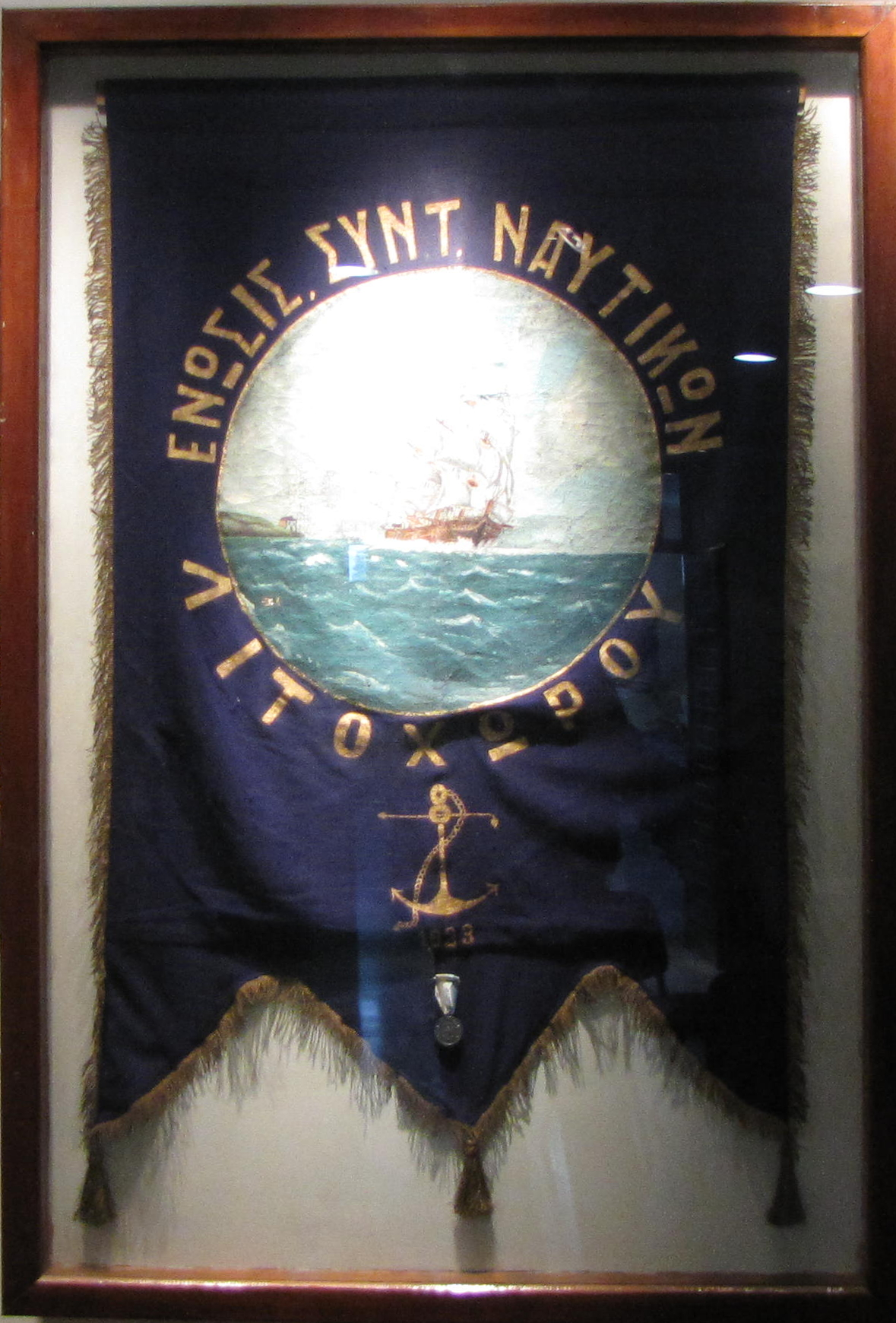
Banner der Seeleute von Litochoro

Die Seefahrt der Einwohner des griechischen Bergdorfs Litochoro hat eine lange Tradition, die im Nautischen Museum (griechisch Ναυτικό Μουσείο Λιτοχώρου) des Ortes repräsentiert wird.

## Lage
Litochoro liegt an der östlichen Seite des Olymp in Griechenland, ist 5 Kilometer vom Meer entfernt und rund 350 m hoch gelegen. Das Museum befindet sich im Gebäude der Gemeindeverwaltung.

## Geschichte

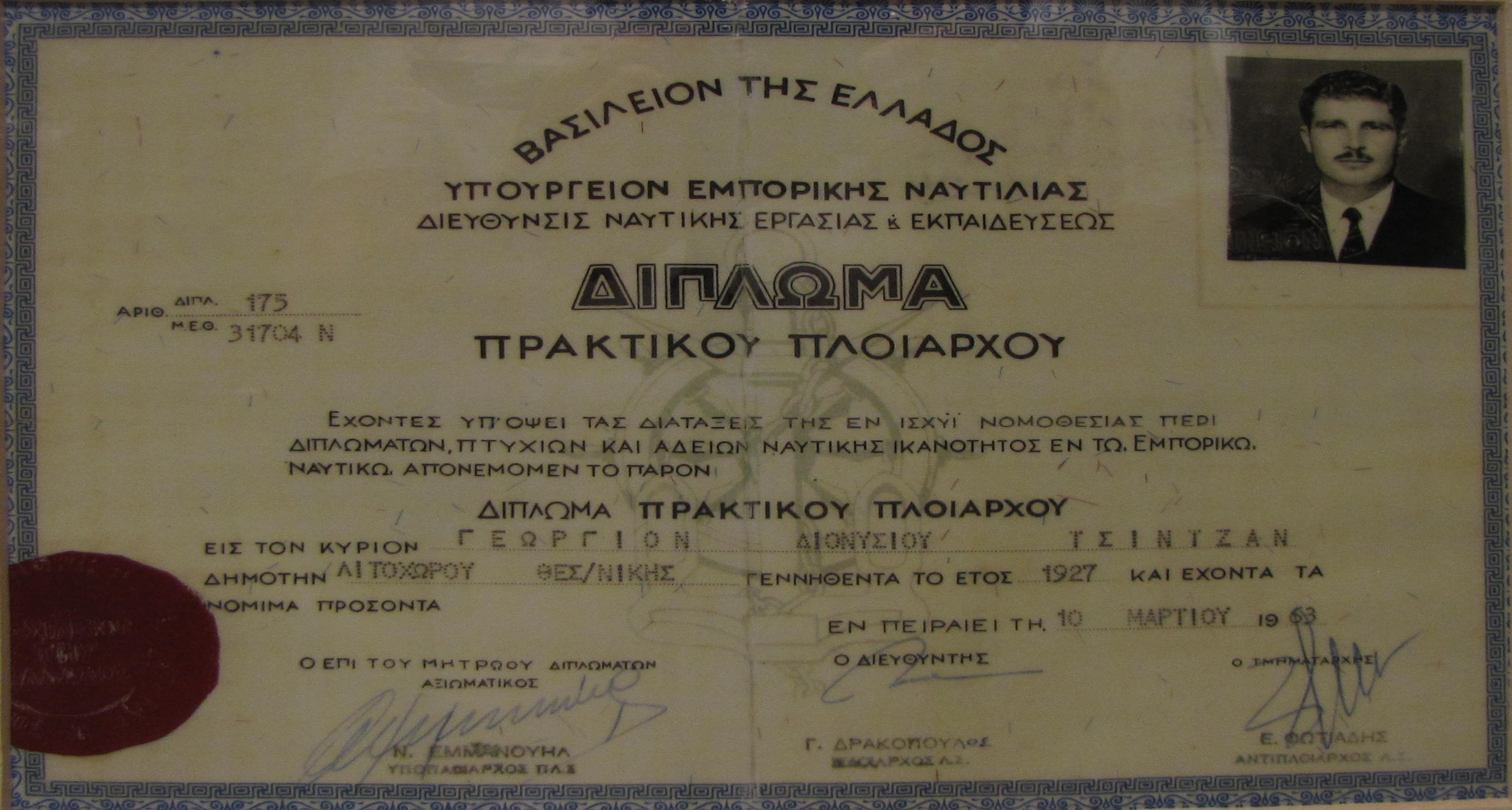
Kapitänspatent

Bis weit in das 20. Jahrhundert hinein war Litochoro der Heimatort vieler Reeder und Seeleute. Als die Dampfschiffe die Segelschiffe verdrängten, endete diese Ära. 1995 entstand bei den Mitgliedern der Vereinigung der pensionierten Seeleute von Litochoro der Gedanke, das Erbe der Seefahrt zu dokumentieren und das kulturelle, maritime Erbe des Ortes zu retten und zu bewahren.
Zwischen 1995 und 2002 wurden innerhalb der (ehemals) seefahrenden Familien des Ortes maritime Relikte gesammelt. Von 2002 bis 2004 wurden die Ausstellungsstücke der Handelsmarine zusammengetragen.
Der 2004 gegründete Verein „Nautisches Museum von Litochoro“ ist im griechischen Kulturministerium als eine „Institution des Kulturellen Maritimen Erbes“ registriert. Seit seiner Gründung wurde der Umfang der ausgestellten Exponate permanent erweitert.

## Das Museum

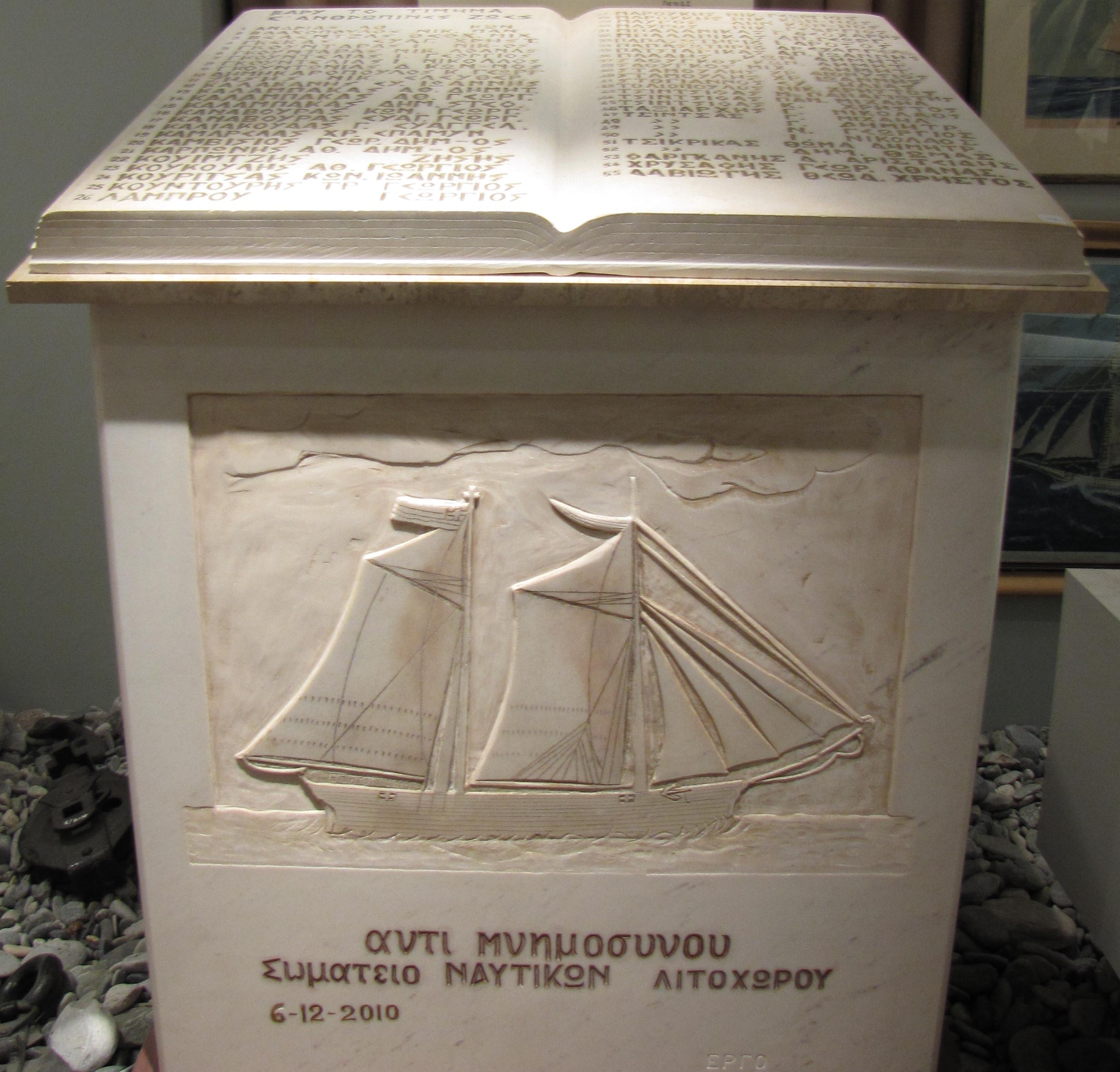
Gedenktafel im Nautischen Museum

Die ausgestellten Exponate sind entweder aus den Haushalten der ehemaligen Seeleute zusammengetragen oder wurden von Reedern oder der Marine gespendet. Vor dem Gebäude sind Anker, Bojen, Schiffsschrauben und ein Torpedo ausgestellt. Obwohl das Museum der Handelsschifffahrt gewidmet ist, beginnt der Rundgang durch das Gebäude mit dem Modell eines Torpedobootes, das im Jahre 1912 vor dem Hafen Thessalonikis ein türkisches Kriegsschiff versenkte. Alte Bilder, einige fast 100 Jahre alt, zeigen stolze Familien in der Werft, die den Bau ihres Schiffes überwachen. Andere Bilder zeigen Matrosen an Bord oder im Hafen. In mehreren Vitrinen befinden sich beeindruckende Schiffsmodelle. Viele davon sind originalgetreue Nachbauten von Schiffen, die einst hier beheimatet waren. Andere stellen einen Querschnitt traditioneller griechischer Schiffe über die Jahrhunderte dar.
Es folgen nautische Geräte wie Kompasse, Chronometer und Sextanten. Obwohl durch moderne Technik wie GPS verdrängt, sind diese Geräte weiterhin Pflicht an Bord. Fehlen sie oder funktionieren nicht korrekt, drohen Strafen. Weiterhin werden Nautische Tafeln und Logarithmentafeln benötigt, um die exakte Position des Schiffes bestimmen zu können.
Den vom Meer nicht wiedergekehrten Männern ist eine Gedenktafel gewidmet. Es fällt auf, dass manchmal ganze Familien Poseidons Launen zum Opfer fielen.

## Die Ausstellungen
In den Monaten Juli und August finden gesonderte Ausstellungen statt. In jährlichem Turnus wechseln die Themen und damit die ausgestellten Exponate. 2016 wurden Schiffsmodelle des Modellbauers Dimitris Maras gezeigt. 2017 führt eine Ausstellung durch die Geschichte der Offiziersausbildung in Griechenland.